# Валя-Сяке (комуна, Бакеу)
Валя-Сяке (рум. Valea Seacă) — комуна у повіті Бакеу в Румунії. До складу комуни входять такі села (дані про населення за 2002 рік):
- Валя-Сяке (2781 особа)
- Кукова (783 особи)

Комуна розташована на відстані 214 км на північ від Бухареста, 37 км на південь від Бакеу, 109 км на південь від Ясс, 118 км на північний захід від Галаца, 129 км на північний схід від Брашова.

## Населення
За даними перепису населення 2002 року у комуні проживали 3564 особи.
Національний склад населення комуни:
| Національність | Кількість осіб | Відсоток |
| -------------- | -------------- | -------- |
| румуни         | 2613           | 73,3%    |
| цигани         | 945            | 26,5%    |
| угорці         | 4              | 0,1%     |
| турки          | 2              | 0,1%     |

Рідною мовою назвали:
| Мова      | Кількість осіб | Відсоток |
| --------- | -------------- | -------- |
| румунську | 2617           | 73,4%    |
| циганську | 941            | 26,4%    |
| угорську  | 4              | 0,1%     |
| турецьку  | 2              | 0,1%     |

Склад населення комуни за віросповіданням:
| Релігія       | Кількість осіб | Відсоток |
| ------------- | -------------- | -------- |
| православні   | 3152           | 88,4%    |
| п'ятдесятники | 229            | 6,4%     |
| римо-католики | 8              | 0,2%     |
| мусульмани    | 2              | 0,1%     |

## Зовнішні посилання
- Дані про комуну Валя-Сяке на сайті Ghidul Primăriilor [Архівовано 3 червня 2011 у Wayback Machine.]